# 滝口寺
滝口寺（たきぐちでら）は、京都市右京区にある浄土宗の寺院。山号は小倉山。本尊は阿弥陀如来。

## 歴史
元々は法然の弟子・良鎮が創建した往生院の子院三宝寺跡を引き継いで今日に至る。明治時代の廃仏毀釈により一時廃寺となるが、昭和の初期に再興された。『平家物語』の斎藤時頼（滝口入道）と建礼門院の侍女横笛の悲恋の寺として知られている。また、新田義貞の首塚もある。